# Opius gyoerfii
Opius gyoerfii är en stekelart som beskrevs av Fischer 1958. Opius gyoerfii ingår i släktet Opius och familjen bracksteklar. Inga underarter finns listade i Catalogue of Life.